# Флірт

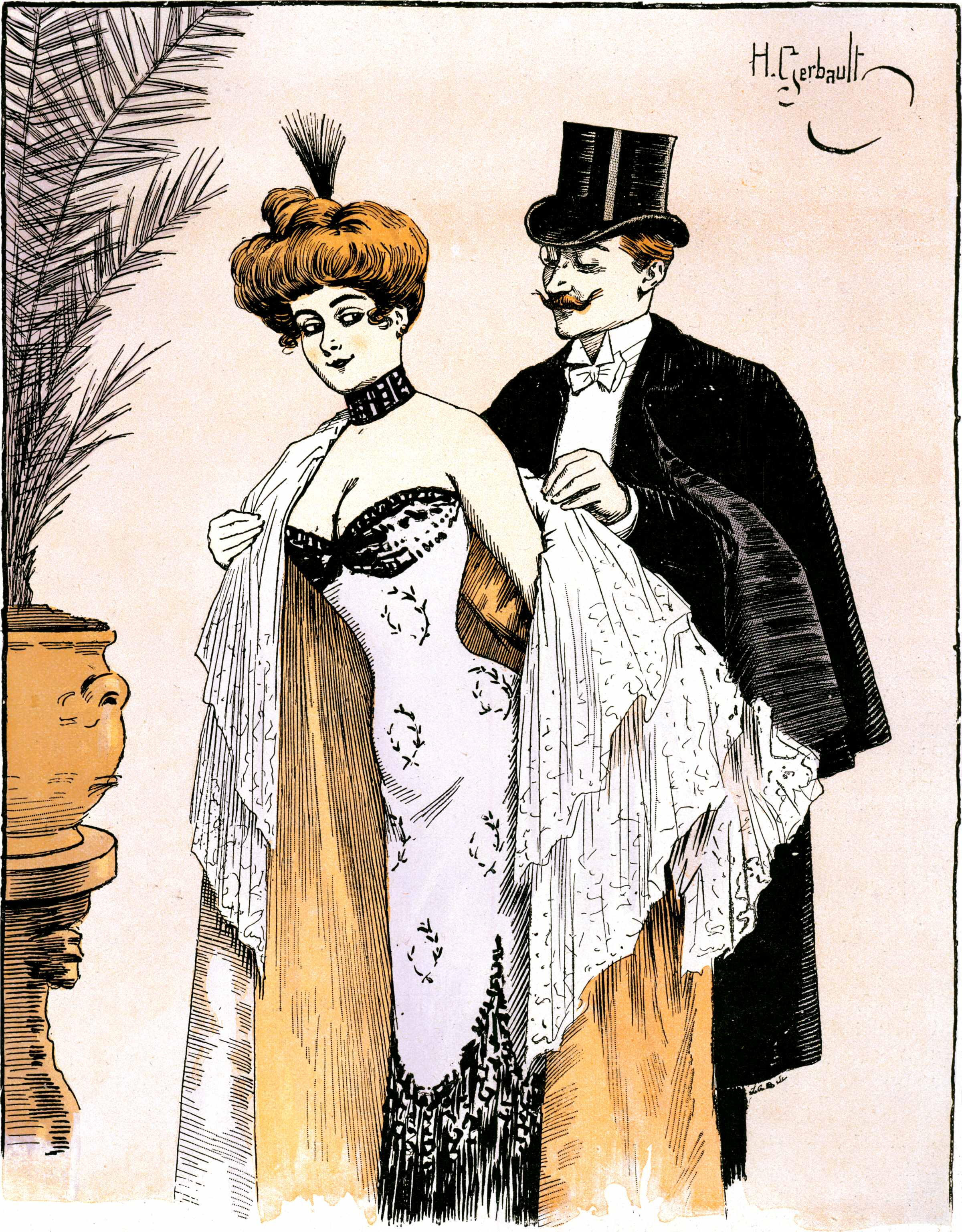
- Чи розсердитесь ви на мене, якщо я поцілую ці прекрасні плечі?
- Це ви дізнаєтесь незабаром після того. (постер Henri Gerbault)

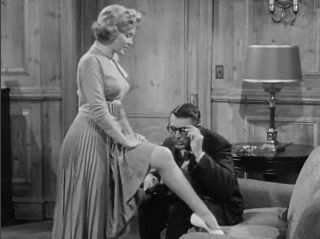
Лорел (Мерилін Монро) фліртує з доктором Фултоном (Кері Грант) у фільмі Марна праця

Флірт  або кокетство — це соціальна, а іноді навіть сексуальна активність, манера поведінки, що містить вербальну або письмову комунікацію, мову тіла, спрямована привернути увагу та продемонструвати зацікавленість особи у розвитку, продовженні та поглибленні стосунків. В більшості культур засуджують пряму і відкриту демонстрацію сексуальних бажань, в той час, як завуальована поведінка із непрямими натяками допускається.

## Походження слова
Флірт (словник іноземних слів за ред. Пчолкіна) — від англійського слова flirt — залицяння, кокетство, любовна гра. Малий енциклопедичний словник Брокгауза і Ефрона визначає «флірт» як особливу форму прояву статевого почуття, яке виражається в кокетливому заграванні поглядами, словами, удавано-умисними дотиками тощо.
Тим часом історія флірту йде корінням в глибину віків і може бути простежена до часів Клеопатри (69-30 до н. е.). Остання цариця Єгипту з династії Птолемеїв ввела в ужиток пахощі та олії, якими користувалася для привертання уваги протилежної статі. Нею ж були винайдені відвари для надання очам особливого блиску.
Як набір правил поведінки флірт остаточно сформувався в XVII—XVIII столітті. Народження нового сенсу слова «флірт» описав англійський письменник Лорд Честерфілд. За його словами на одному з великосвітських прийомів леді Френсіз то відкривала, то закривала своє віяло, то ховала за нього все обличчя, то тільки очі. І коли чоловік, який розмовляв з нею, жартома зробив їй зауваження за таку дратівливу поведінку, вона відповіла, що це тільки «флірт», вона лише махає віялом. З її легкої руки це слово набуло великого поширення спершу в Британії, а потім і в усьому світі.

## Техніка флірту
До визначення техніки флірту ближче всіх підійшов Леонард Луїс Левінсон «Флірт: коли дівчина не знає, чого вона хоче, але всіляко добивається цього» (Webster's Unafraid Dictionary, 1966), а до його мети — Войцех Бартошевський, який сказав: «Мета всіх любовних маневрів — впасти удвох і якомога ближче одне до одного». Згідно з версією сексолога Олександра Полеєва, флірт — це спосіб жінки дати зрозуміти чоловікові, що вона готова розглядати його як сексуального партнера. Однак, флірт не був привілеєм чисто жіночим. Недарма імена Дон Жуан і Казанова стали синонімами спокусника. В Італії під вікном пані було заведено виконувати серенади, в Англії — відправляти з посильним квіти, вклавши в букет напахнючену візитку. А якщо звернутися, наприклад, до історії побуту і звичаїв Русі, то можна знайти і більш «речові» докази, які наказували активну роль чоловікові. Наприклад, пряслень (пряслице). За допомогою цієї речі хлопець міг у рамках традицій привертати до себе увагу вподобаної дівчини. Вручати його було прийнято на посиденьках, які влаштовувалися в селах і селищах зимовими вечорами. Якщо на наступні посиденьки дівчина приходила з подарунком — значить готова прийняти залицяння.